# Arorae FC
L'Arorae FC o semplicemente Arorae è una squadra calcistica gilbertese con sede nell'atollo di Arorae.

## Storia
È stato fondato nel 2002 e ha vinto la Kiribati National Championship nella sua prima partecipazione al torneo, l’Arorae non ha più ripetuto l’impresa, raggiungendo solamente gli ottavi nel 2004 dove è stato eliminato dal Buratitari per 4-3.

## Palmarès
Competizioni nazionali
- Kiribati National Championship: 1[3] (2002)